# 밤꽁 대교
밤꽁 대교(베트남어: Cầu Vàm Cống / 萬貢大橋)는 베트남 껀터시와 동탑성을 연결하는 교량 길이 2.97km의 허우강 상류의 사장교이다. 밤꽁 대교는 하류의 밤꽁 여객선 터미널에서 허우강까지 약 3km 떨어져 있으며, 다리가 가동되면 이 이 페리를 대신하게 된다. 이 다리는 2019년 5월 19일 개통되었다. 교량의 총길이는 2,970m이며, 폭은 24.5m ~ 26.5m로 각 방향당 2차로씩 왕복 4차로의 교량이다.

## 개요
밤꽁 대교는 메콩강 삼각주의 중심 지역과 서부의 남북 고속도로 프로젝트를 연결하는 프로젝트 하에서 미안 - 락소이 노선에 위치한 두 개의 대형 사장교 중 하나이다. 밤꽁 대교는 동탑성 럽보현과 껀터시 톳놋군을 연결한다. 이 다리는 껀터대교 뒤를 이어 허우강에 있는 두 번째 사장교로 껀터대교로부터 약 48km 상류에, 밤꽁 나루에서 약 3km 하류에 위치한다.

## 역사

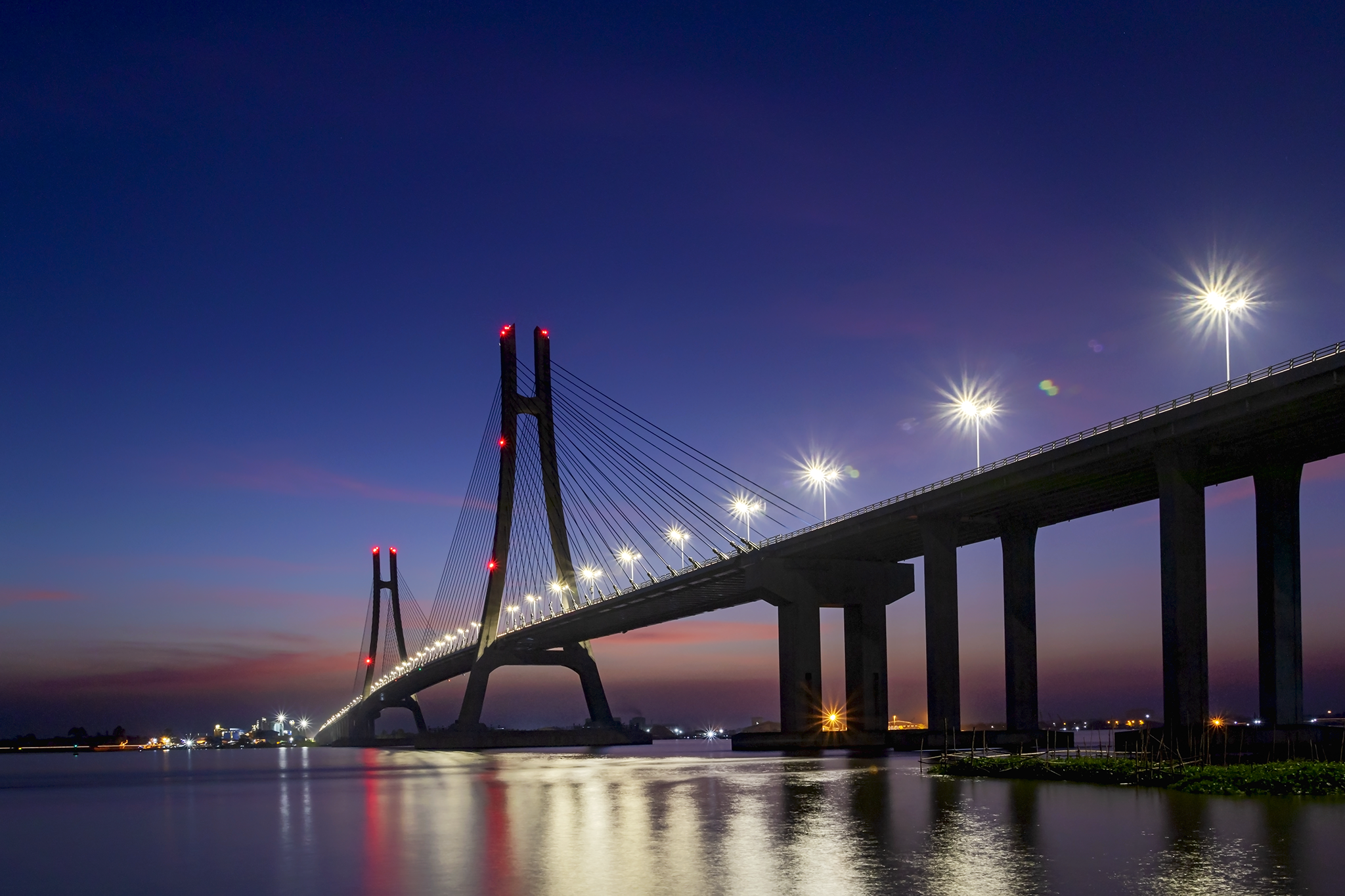
밤꽁 대교의 야경

### 계획
2010년 이전에는 허우강 양안의 교통은 강을 건너기 위해 나룻배와 페리에 의존해야 했다. 2010년 껀터대교가 개통되면서, 특히 껀터시와 빈롱성을 연결하는 최초의 허우강을 건널 수 있는 다리가 되었으며, 동시에 남서 지방의 교통과 발전의 기회를 열었다. 그러나 일반적으로 말해서 허우강에는 1925년부터 운행 중인 밤꽁 여객선 터미널을 비롯해 지금도 대형 여객선과 페리 터미널이 많이 운영되고 있으며, 오늘날에는 수요가 오락가락할 때 과적하는 경우가 많다. 강물은 점점 더 커지고 있다.
2011년에, 베트남 교통부는 메콩강 삼각주에 로떼 - 락소이 노선에 밤꽁 대교를 건설하는 것을 포함하여 교통 개발 계획을 제안하였고, 정부에 의해 승인되었다. 원래 설계에 따르면 밤꽁 대교는 총길이 2.97km로, 이 중 강 건널목은 870m의 사장교와 2km 길이의 껀터와 동탑성 양쪽에 프리스트레스식 콘크리트 교량을 세우는 것이었다. 24.5m 교량의 축척은 중앙분리대, 안전 스트립, 설계 속도 80km/h, 150m 높이의 주탑과 함께 4개의 모터 레인과 2개의 기본 차선으로 설계되었으며, 껀터대교보다 크고 전국에서 가장 높다.

### 건설
2013년 9월 10일, 응우옌떤중 총리는 동탑성 럽보현 착공식에서 교량 공사를 시작하라는 명령을 내렸다. 투자자는 끄우롱 교통개발 관리투자공사다. 설계 컨설팅과 시공 감독은 다산컨설턴트, 건화컨설팅 엔지니어링, 그리고 (주)평화 엔지니어링 컨설턴트(한국)의 합작벤처가 맡았다. 주요 건설사는 GS건설 합작벤처와 한신건설(한국)이다. 씨엔코 1은 하청업체다. 한국의 정부개발원조(ODA)와 베트남의 정부 대응 기금으로 총 5,687억 이상의 자본을 투자했다
밤꽁 대교는 원래 2017년 9월 완전히 연결되고, 같은 해 11월 완공될 전망이었다. 완공되면, 밤꽁 대교는 과적된 밤꽁 여객선의 운행을 대체하게 되며, 동시에 다음 지점의 서남부와 경제 지역 사이의 원활한 도로 교통 체계를 형성하게 된다. 그러나 2017년 말 철제빔 균열사고로 교통이 2019년 5월 19일까지 지연될 수밖에 없었다.

## 기술 정보

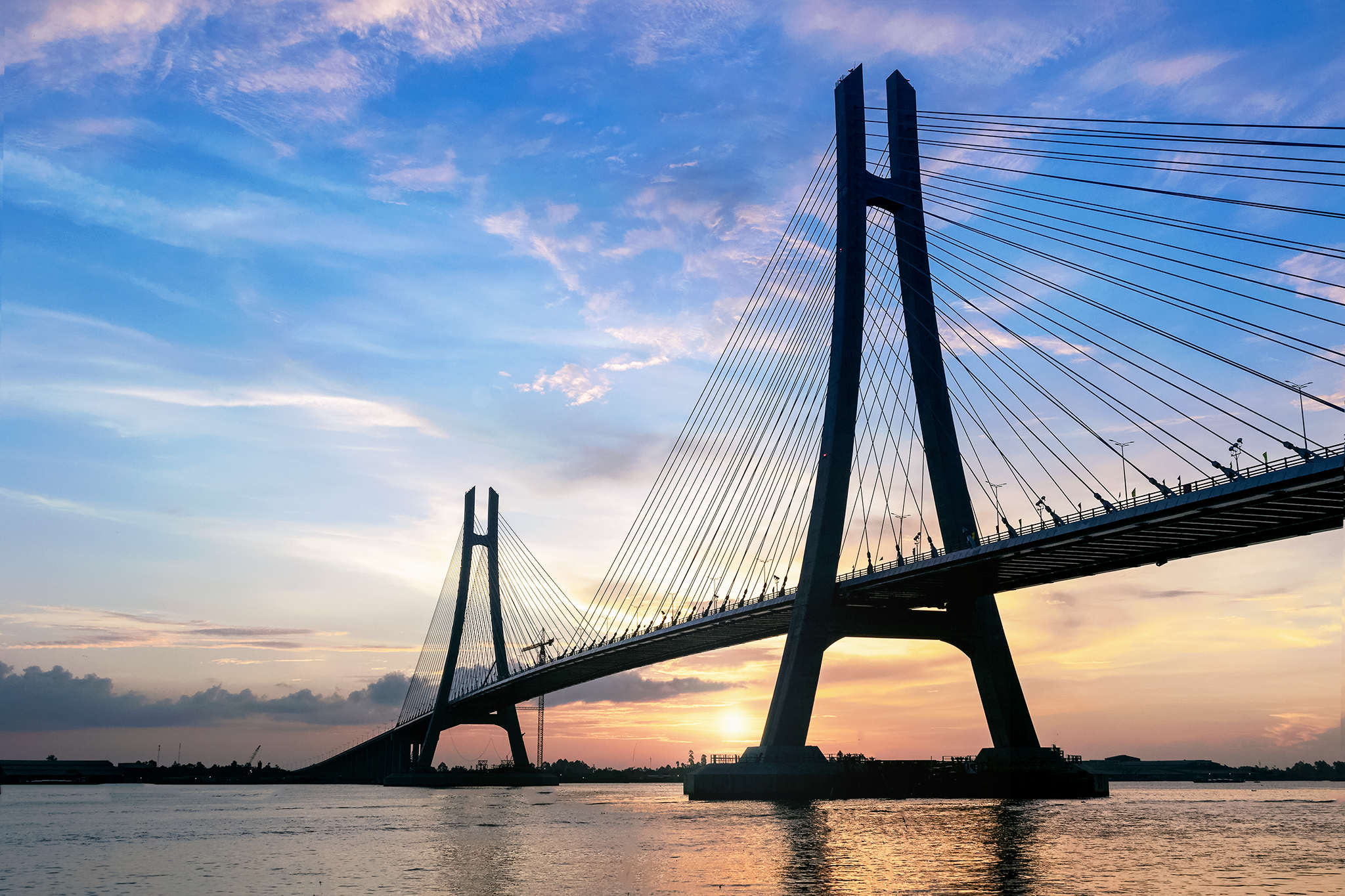
밤꽁 대교의 아침 일출

밤꽁 대교는 총길이 2.97km로, 강 건너편 구간은 870m로, 그 중 주경간은 총 길이 450m의 강철 거더 73개로 구성되어 있어, 남쪽에 철제경간이 있는 교량 중 가장 길다. 동탑 방향 교량은 길이 1,099.7m의 초대형 철근콘크리트보 구조로, 껀터로 이어지는 교량은 길이 999.7m의 초대형 T 철근콘크리트 보 구조로 되어 있다. 본교와 교량의 단면은 너비 14m의 4개 차선, 폭 6m의 초보 차선 2개, 폭 1.5m의 중앙분리대, 폭 1m의 난간, 폭 2m의 안전 스트립 등 24.5m의 저울을 가지고 있다.